# La Doctrine du fascisme
La Doctrine du fascisme (en italien : La dottrina del fascismo) est un essai que l'on attribue à Benito Mussolini. En réalité, la première partie de l'essai, intitulée Idee Fondamentali (en français Idées Fondamentales) a été écrite par le philosophe Giovanni Gentile. Seule la seconde partie (Dottrina politica e sociale) est l'œuvre de Mussolini lui-même. Cet essai a été publié dans l'Enciclopedia Italiana de 1932, en tant que première partie d'un long article au sujet du « Fascisme ». Le passage sur le fascisme s'étend au total des pages 847 à 884 de l'Enciclopedia Italiana et présente de nombreuses photographies et illustrations. Le passage écrit par Mussolini commence à la page 847 et se termine à la page 851, où l'on peut lire la signature « Benito Mussolini ». Toutes les traductions ultérieures de La Doctrine du fascisme sont tirées de cet ouvrage.
Un élément conceptuel clé de l'essai de Mussolini est que le fascisme constitue un rejet des modèles précédents : « Certes, le XIXe siècle était le siècle du marxisme, du libéralisme et de la démocratie, mais cela ne signifie pas que le XXe siècle doit aussi être celui du marxisme, du libéralisme et de la démocratie . Les doctrines politiques fanent ; les nations demeurent. Nous sommes libres de penser que nous avons devant nous le siècle de l'autorité, un siècle qui tend vers la droite, un siècle fasciste. Si le XIXe siècle était le siècle de l'individu (puisque le libéralisme implique l'individualisme), nous sommes libres de croire que celui-ci est le siècle du « collectif », et donc le siècle de l'État ». 

## Citations

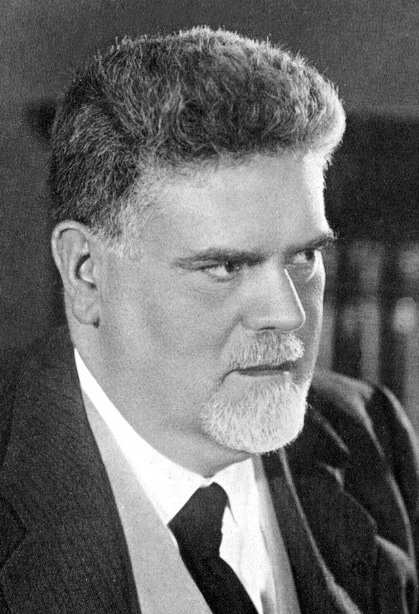
Giovanni Gentile, le philosophe qui a écrit la première partie de la Dottrina

- « Si le XIXe siècle était un siècle où régnait l'individualisme (le libéralisme classique a toujours été synonyme d'individualisme), on peut s'attendre à voir le couronnement d'un siècle où prime la communauté, un siècle de l'État. »[4] — Benito Mussolini, La Doctrine politique et sociale du fascisme

- « Contre l'individualisme, la conception fasciste prône l'État ; et elle est dans l'intérêt des individus aussi longtemps que celui-ci coïncide avec celui de l'État [...]. Cela s'oppose au libéralisme classique [...]. Le Libéralisme a rejeté l'État dans l'intérêt de l'individu ; le fascisme affirme à nouveau l'État en tant que véritable réalité de l'individu »[5] (Version de 1935).

- « Pourtant l'État fasciste est unique, une création nouvelle. Il n'est pas réactionnaire, mais révolutionnaire... »[6].

- « La conception fasciste de l'État est globale ; en dehors d'elle ne peut exister aucune valeur ni humaine ni spirituelle, et encore moins avoir de la valeur. Ainsi compris, le fascisme est totalitaire, et l'État fasciste (c'est-à-dire une synthèse et une unité qui comprend toutes les valeurs) interprète, développe et donne un potentiel à toute la vie d'un peuple » (p. 14)[5]

- « Le fascisme s'oppose ainsi au socialisme, qui ignore l'unité par l'État (qui produit une fusion des classes en une unique réalité économique et éthique), et qui ne voit dans l'histoire rien d'autre que la lutte des classes. De la même manière, le fascisme s'oppose au syndicalisme en tant qu'arme de classe, mais lorsque cela gravite autour de l'État, le fascisme reconnait les réels besoins qui ont conduit au socialisme et au syndicalisme, et leur accorde l'importance qui leur revient dans un système fondé sur les associations ou les coopératives, dans lequel les intérêts divergents sont coordonnés et harmonisés par l'unité de l'État » (p. 15)[7].